# Лудвиг Кюблер
Лудвиг Кюблер (на немски: Ludwig Kübler) (1889 – 1947) е немски офицер изгубил и тримата си братя през Първата световна война, кавалер на отличието Рицарски кръст през Втора световна война.

## Биография

### Ранен живот и постъпване в армията
Лудвиг Кюблер е роден на 2 септември 1889 г. в Мюнхен, провинция Бавария, Германска империя. Син е на градски лекар.
През 1908 г. се присъединява към армията като офицерски кадет и служи в пехотни подразделения. През октомври 1910 г. е повишен в чин лейтенант и е преместен в щаба на Баварския 15-и пехотен полк Фридрих-Август.

### Първа световна война (1914 – 1918)
Участва с полка си в Първа световна война, в боевете на германо-френския фронт, като част от артилерийска рота. Бива сериозно ранен. След възстановяването си се издига до полкови адютант, а през средата на август 1918 г. до командир на батальон и в същото време до чин капитан.

### Междувоенен период
През 1919 г. се присъединява към Райхсвера, където от 1932 г. е подполковник и командир на 98-и планински полк, а до началото на войната и на 1-ва планинска дивизия.

### Втора световна война (1939 – 1945)
В началото на Втора световна война е удостоен с отличието Рицарски кръст (1939). Участва в операция „Барбароса“ през 1941 г. като командир на 49-и планински корпус, част от група армии „Юг“. След това последователно е командир на 4-та армия (1941), 97-и армейски корпус (1943) и военните части на Вермахта в района на адриатическото крайбрежие (1944).

### Пленяване и смърт
През 1945 г., в края на войната, е заловен от съюзниците. Предаден е на югославските власти, чийто съд го осъжда на смърт. Екзекутиран е на 18 август 1947 г. в Любляна, Югославия.

## Военна декорация
| - Германски орден „Железен кръст“ (1914) – II (16 септември 1914) и I степен (17 ноември 1914) - Германска „Значка за раняване“ (1914) – черна (7 юни 1918) - Германски орден „Кръст на честта“ (15 декември 1934) - Германско отличие „За заслуга във Вермахта“ (?) – IV и I степен | - Медал Аншлус (21 ноември 1938) - Германски орден „Железен кръст“ (1939, повторно) – II (15 септември 1939) и I степен (20 септември 1939) - Германски медал „За зимна кампания на изтока 1941/1942 г.“ (23 август 1942) - Рицарски кръст (27 октомври 1939) |